# Villa Doria Pamphilj
Villa Doria Pamphilj (ook wel Villa Doria Pamphili) is een park in Rome, gelegen op de helling van de Gianicolo die eigendom was van de prinsen en prinsessen Doria Pamphili. De villa en het omliggende park aan de Via Aurelia Antica zijn nu eigendom van de staat en het ommuurde park is vrij toegankelijk. Centraal in het park staat een klein buitenhuis, het Casino del Bel Respiro dat vermoedelijk ontworpen werd door Alessandro Algardi voor Paus Innocentius X.. Ook is er een 'slangenfontein' van Bernini te vinden in het park.
Het park is een geliefd toevluchtsoord voor joggers, wandelaars en fietsers. Ook is er een (biologisch) restaurant. 
Het park wordt doorsneden door een drukke verkeersweg, de Via Leone XIII. Voor fietsers en voetgangers is er een loopbrug om over te steken. 
Het park is door de Verenigde Naties (FAO) uitverkoren om 90 vanuit alle continenten op aarde afkomstige boomsoorten te huisvesten. Een meerjarenplan, waar op 15 oktober 2023 mee is begonnen. https://www.fao.org/fao-italy/projects/park